# 拉扎克代梅
拉扎克代梅（法語：Razac-d'Eymet，法語發音：[ʁazak demɛ]，意为“埃梅的拉扎克”）是法国多尔多涅省的一个市镇，属于贝尔热拉克区。

## 地理
拉扎克代梅（44°41'31"N, 0°27'28"E）面积12.28 平方千米，位于法国新阿基坦大区多爾多涅省，该省份为法国西南部内陆省份，是法國本土面积第三大的省，大致对应佩里戈尔地区，北起顺时针与夏朗德省、上维埃纳省、科雷兹省、洛特省、洛特-加龙省、吉倫特省和滨海夏朗德省接壤。
与拉扎克代梅接壤的市镇（或旧市镇、城区）包括：桑格莱拉克、圣于连-伊诺桑斯-厄拉利、丰罗克、塞尔和蒙吉亚尔、圣欧班德卡德莱什、圣卡普赖斯代梅、萨迪亚克。

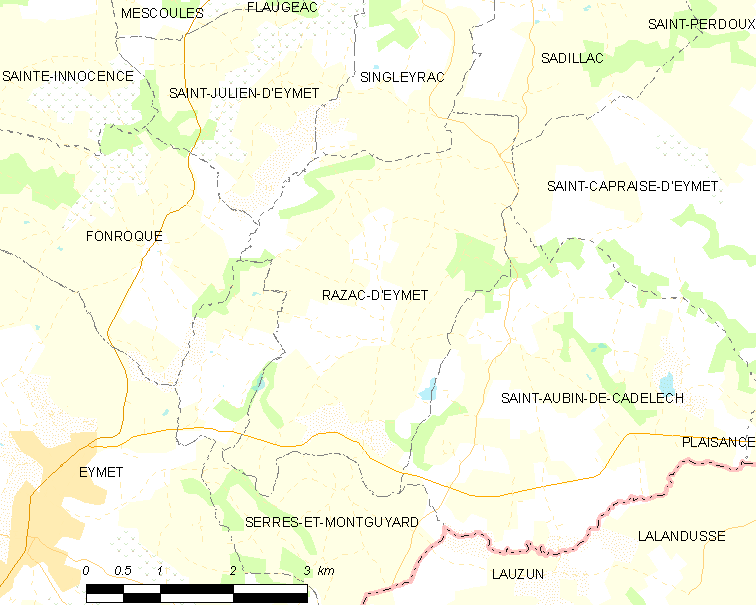
拉扎克代梅的OSM定位图

拉扎克代梅的时区为UTC+01:00、UTC+02:00（夏令时）。

## 行政
拉扎克代梅的邮政编码为24500，INSEE市镇编码为24348。

## 政治
拉扎克代梅所属的省级选区为南贝尔热拉库瓦县。

## 人口

1962-2008年间拉扎克代梅人口变化图示

拉扎克代梅于2022年1月1日时的人口数量为321人。